# Fayetteville (Tennessee)
Fayetteville è un comune (city) degli Stati Uniti d'America e capoluogo della contea di Lincoln nello Stato del Tennessee. La popolazione era di 6,827 persone al censimento del 2010.

## Geografia fisica
Fayetteville è situata a 35°09′10″N 86°34′17″W (35.152750, -86.571356).
Secondo lo United States Census Bureau, ha un'area totale di 7,3 miglia quadrate (19 km²).

## Storia
Fayetteville è la più grande città della contea di Lincoln. La città è stata fondata nel 1809 da un atto dell'Assemblea Generale del Tennessee. L'atto è entrato in vigore il 1º gennaio 1810.
Le terre che includono la contea di Lincoln e Fayetteville in origine erano terre che appartenevano alle tribù Cherokee e Chickasaw. Le terre furono ceduti agli Stati Uniti nel 1806.
Deve il suo nome alla città di Fayetteville nella Carolina del Nord, dove alcuni dei suoi primi abitanti avevano vissuto prima di trasferirsi in Tennessee. A sua volta quella città prende il nome da Gilbert du Motier de La Fayette, un generale che ha combattuto per gli Stati Uniti durante la guerra d'indipendenza americana. La contea di Lincoln prende il nome dal maggior generale Benjamin Lincoln, secondo in comando dell'esercito degli Stati Uniti, alla fine della guerra d'indipendenza.
Il primo colono bianco fu Ezekiel Norris, che donò cento acri su cui è stata costruita la città. Oltre a Ezekiel Norris, altri padri fondatori di Fayetteville furono: Alexander e Andrew Greer, William Edmonson, e Matthew Buchanan.

## Società

### Evoluzione demografica
Secondo il censimento del 2000, c'erano 6,994 persone.

### Etnie e minoranze straniere
Secondo il censimento del 2000, la composizione etnica della città era formata dal 71,39% di bianchi, il 26,22% di afroamericani, lo 0,30% di nativi americani, lo 0,30% di asiatici, lo 0,09% di oceanici, lo 0,27% di altre razze, e l'1,43% di due o più etnie. Ispanici o latinos di qualunque razza erano lo 0,81% della popolazione.